# Линейные корабли типа Barfleur
Линейные корабли типа Barfleur — четыре 90-пушечных линейных корабля второго ранга, построенных для Королевского флота сэром Томасом Слейдом по проекту, разработанному по чертежам HMS Prince. При постройке все корабли типа имели рейтинг 90-пушечных. Во время общего довооружения кораблей 2 ранга они были повышены до 98-пушечных установкой восьми 12-фунтовых пушек на шканцы.

## Корабли
- HMS Barfleur

Строитель: королевская верфь в Чатеме

Заказан: 1 марта 1762 года

Заложен: октябрь 1763 года

Спущён на воду: 30 июля 1768 года

Выведен: разобран, 1819 год

- HMS Prince George

Строитель: королевская верфь в Чатеме

Заказан: 11 июня 1766 года

Заложен: 18 мая 1767 года

Спущён на воду: 31 августа 1772 года

Выведен: разобран, 1839 год

- HMS Princess Royal

Строитель: королевская верфь в Портсмуте

Заказан: 10 сентября 1767 года

Заложен: 31 октября 1767 года

Спущён на воду: 18 октября 1773 года

Выведен: разобран, 1807 год

- HMS Formidable

Строитель: королевская верфь в Чатеме

Заказан: 17 августа 1768 года

Заложен: ноябрь 1768 года

Спущён на воду: 20 августа 1777 года

Выведен: разобран, 1813 год